# موريس كوين
موريس كوين (بالإنجليزية: Maurice Coyne)‏ هو عازف قيثارة بريطاني، ولد في 21 مارس 1955 في مدينة لندن في المملكة المتحدة.